# Katarzyna Gacek
Katarzyna Gacek, Katarzyna Stachowicz–Gacek (ur. 1966) – polska pisarka, scenarzystka i autorka literatury kryminalnej, sensacyjnej oraz książek dla dzieci i młodzieży.  
Ukończyła liceum w Milanówku. Studiowała psychologię, mieszka pod Warszawą. Ma troje dzieci. 

## Kariera scenarzystki
Tworzy scenariusze do polskich seriali telewizyjnych oraz współtworzy scenariusze filmowe. 
Autorka scenariuszy do seriali: 
- Anna Maria Wesołowska (TVN),
- Przeznaczenie (Polsat, 2010),
- Unia serc (TVP 3 Info, 2011).

Współtwórczyni scenariuszy filmowych dla młodych widzów: 
- Za niebieskimi drzwiami (2016) – na podstawie powieści Marcina Szczygielskiego,
- Czarny młyn (2021) – również na podstawie utworu Marcina Szczygielskiego,
- O psie, który jeździł koleją 2 (2025).

Współautorka scenariusza filmowego na podstawie własnej powieści:
- W jak morderstwo (2021) – razem z Piotrem Mularukiem.

## Twórczość literacka
Zadebiutowała powieścią kryminalną Zabójczy spadek uczuć napisaną wspólnie z Agnieszką Szczepańską. W sumie napisały w duecie sześć książek. Razem z Markiem Kamińskim stworzyła przygodową książkę dla dzieci Marek i czaszka jaguara. 
Pierwszą opublikowaną indywidualnie książką Gacek było W jak morderstwo. Stworzyła także cykl powieści dla młodzieży Supercepcja.
Znana jako twórczyni powieści kryminalnych typu cosy crime.

### Kryminały

#### we współpracy z Agnieszką Szczepańską
- Zabójczy spadek uczuć (2008)
- Zielony trabant (2008)
- Dogrywka (2009)
- Mag i diabeł (2010)
- Wisielec i księżyc (2010)
- Moc i cesarzowa (2011)

#### cyklMagdalena Borowska
- W jak morderstwo (2018)
- Zemsta ze skutkiem śmiertelnym (2020)
- Śmierć na Zanzibarze (2021)

#### cyklAgencja Detektywistyczna Czajka
- Pies ogrodnika (2022)
- Gra pozorów (2023)
- Krew z krwi (2024)

#### opowiadania w antologiach
- Mogliby w końcu kogoś zabić (2010)
- Zbrodnia w operze (2023)

### Twórczość dla dzieci i młodzieży

#### współpraca z Markiem Kamińskim
- Marek i czaszka jaguara (2017)

#### cyklSupercepcja
- Początek (2020)
- Podwójny spisek (2019)
- Sekret ulicy Ciemnej (2020)
- Porwanie (2020)
- Szósty zmysł (2021)
- Wielka ucieczka (2021)

## Ekranizacje
Powieść W jak morderstwo w 2021 r. została zekranizowana jako komedia kryminalna, do której Gacek współtworzyła scenariusz. Film jest dostępny w serwisie Netflix i cieszy się dużą popularnością wśród widzów.
W 2024 roku wydawnictwo "Znak Emotikon" oraz studio filmowe "Delta Film" poinformowały o podpisaniu umowy na adaptację filmową serii Supercepcja.

## Osiągnięcia
- W 2021 r. Katarzyna Gacek (wraz z Magdaleną Nieć) otrzymała nagrodę za scenariusz do filmu Czarny młyn na Międzynarodowym Festiwalu Filmów dla Dzieci w Moskwie[14].
- W 2023 r. znalazła się wśród finalistów Nagrody Wielkiego Kalibru[10].